# 聖柯爾曼主教座堂

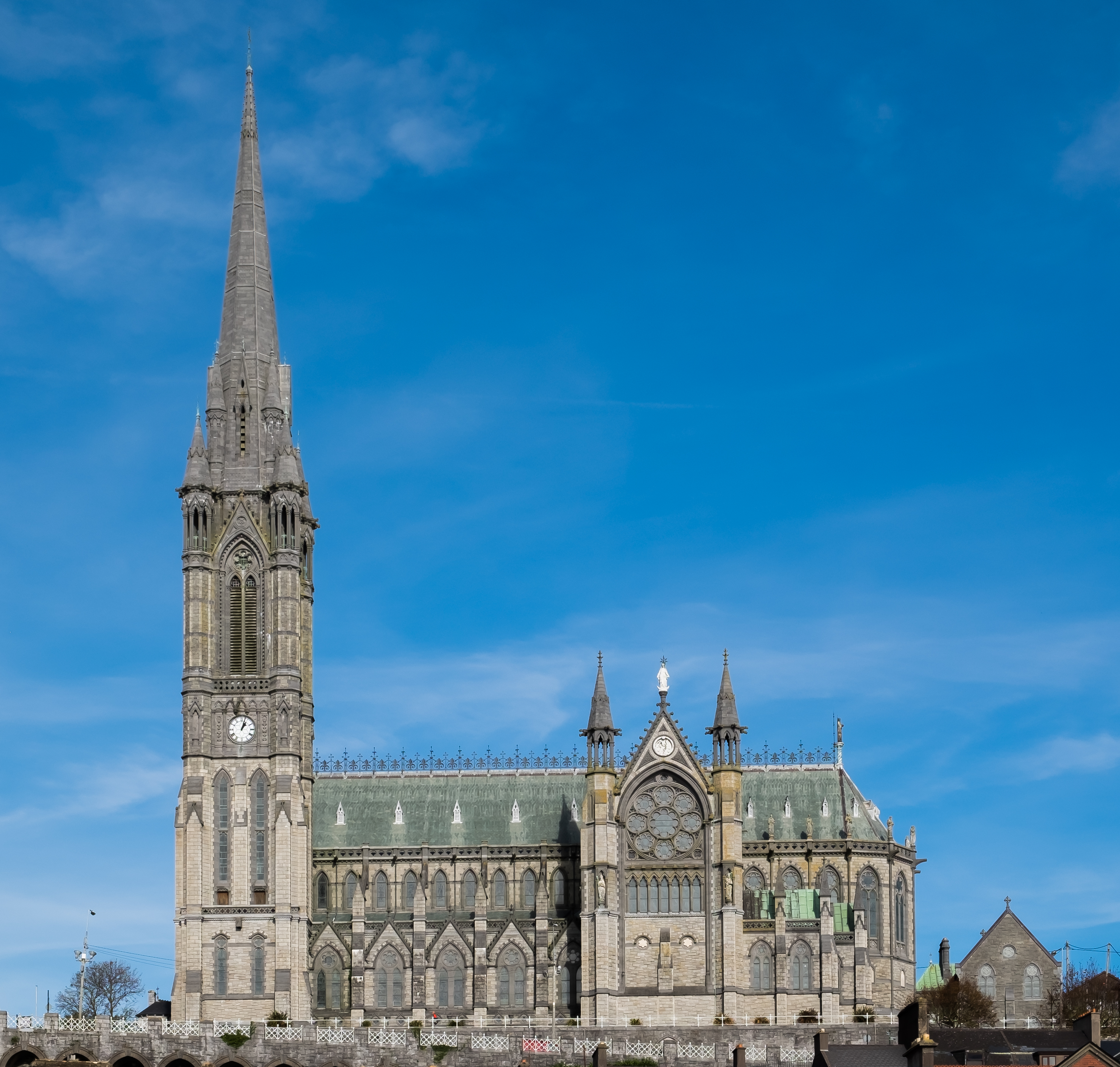
聖柯爾曼主教座堂

聖柯爾曼主教座堂（英語：St Colman’s Cathedral）是位於愛爾蘭共和國城市科芙的一座羅馬天主教的主教座堂，是天主教克萊恩教區的主教座堂。教堂建築為新哥特式風格。教堂開始建設於1868年，直到1919年才竣工。